# Xysmalobium zeyheri
Xysmalobium zeyheri är en oleanderväxtart som beskrevs av Nicholas Edward Brown. Xysmalobium zeyheri ingår i släktet Xysmalobium och familjen oleanderväxter. Inga underarter finns listade i Catalogue of Life.